# Torchlight III
Torchlight III — компьютерная игра в жанре Action/RPG, вышедшая 13 июня 2020 года на Microsoft Windows и 13 октября на PlayStation 4 и Xbox One. Разработана Echtra Games и издана Perfect World Entertainment. Является продолжением игры Torchlight II 2012 года.

## Игровой процесс
В игре доступно четыре класса: Снайпер, Закатный маг, Механоид и Рельмастер. Каждый класс обладает уникальными умениями. В начале игры пользователям дают выбор реликвий, открывающих дополнительные, более мощные навыки.
Так же как и в предыдущих частях, в Torchlight III героя сопровождают питомцы. Однако рыбалка, известная по предыдущим частям, в игре не предусмотрена.
Важным аспектом игры стало создание фортов — своеобразных хабов, где игроки могут улучшать снаряжение, выбирать питомцев и декоративные элементы. После выполнения сюжетной кампании в форте становятся доступны в подземелья Фазира — новая эндгейм-система, построенная по принципу Roguelike.

## Критика
Игра получила смешанные отзывы критиков и игроков. Портал IGN поставил ранней версии Torchlight 3 оценку 6, отметив среди недостатков обилие багов и общую вторичность и не уникальность. В издании Rock, Paper, Shotgun игру назвали скучной и утомительной.